# (173) Ино
(173) Ино (др.-греч. Ἰνώ) — один из крупнейших астероидов главного пояса, который принадлежит к тёмному спектральному классу C, а его поверхность богата простейшими углеродными соединениями. Астероид был открыт 1 августа 1877 года французским астрономом Альфонсом Борелли и назван в честь Ино, персонажа древнегреческой мифологии.
Японский инфракрасный спутник Akari выявил наличие на Ино гидратированных минералов.

Орбита астероида Ино и его положение в Солнечной системе
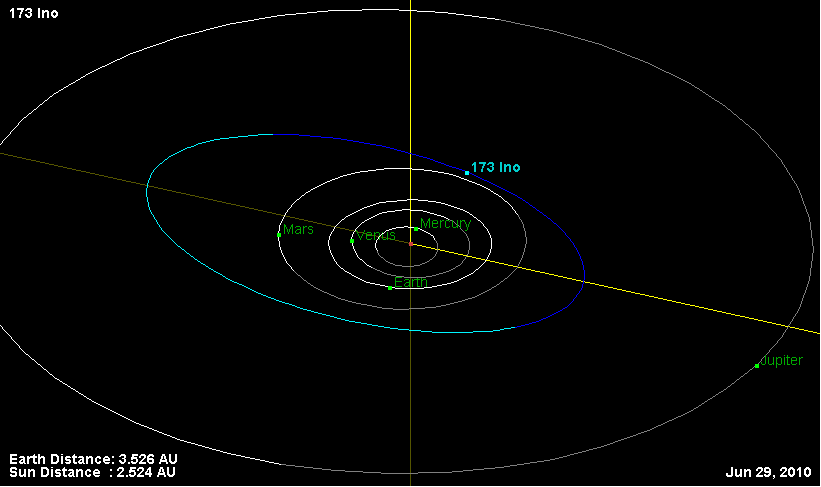
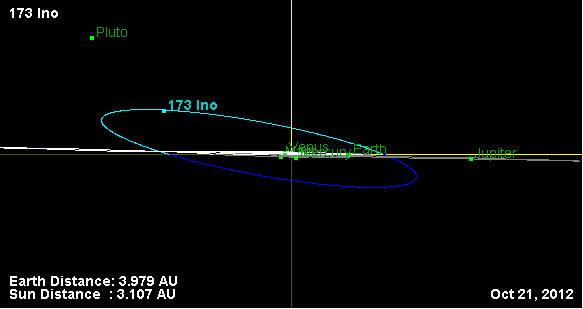